# Kłyż
Kłyż – wieś w Polsce położona w województwie małopolskim, w powiecie tarnowskim, w gminie Żabno.
W latach 1975–1998 miejscowość administracyjnie należała do województwa tarnowskiego.
Wzmianki historyczne pojawiają się już w XV wieku. Jak napisał anonimowy kronikarz: Kłyż jest osadą królewską... i prawdopodobnie tak było, bo obszary gminy Żabno miał w posiadaniu jeden z książąt polskich.
Aktualnie w miejscowości mieszka około 400 ludzi. Głównym zajęciem mieszkańców jest rolnictwo, które idąc w parze z bardzo żyznymi glebami daje niezłe wyniki w uprawach oraz w hodowli zwierząt. Dobrym tego dowodem jest to, że w roku 1995 Kłyż wraz z pobliskim Otfinowem zajął pierwsze miejsce w produkcji tuczników na terenie kraju. Wraz ze spadkiem opłacalności działalności gospodarczej wzrasta także migracja mieszkańców do aglomeracji miejskich. Przeważnie są to ludzie młodzi, toteż średnia wieku gwałtownie wzrasta. Ważnymi obiektami w miejscowości są: budynek szkoły, która z powodu zbyt małej ilości dzieci została zamknięta oraz Dom Ludowy, w którym odbywają się msze święte oraz ważniejsze imprezy. Bardzo ważnymi punktami społeczno-kulturowymi miejscowości jest Ochotnicza Straż Pożarna, która istnieje w Kłyżu już od roku 1903 oraz zespół piłki nożnej – LZS Polonia Kłyż.